# 아우로라 (수리남)
아우로라(네덜란드어: Aurora)는 수리남의 도시이다.